# Comté de Nacogdoches
Le comté de Nacogdoches, en anglais : Nacogdoches County, est un comté situé dans l'Est de l'État du Texas aux États-Unis. Fondé le 17 mars 1836, le siège de comté est la ville de Nacogdoches. Selon le recensement des États-Unis de 2020, sa population est de 64 653 habitants. Le comté a une superficie de 2 540 km2, dont 2 451 km2 en surfaces terrestres. Il comprend en son sein la forêt nationale d'Angelina. Le comté est baptisé en référence à la tribu amérindienne du même nom.

## Organisation du comté
Le 19 mars 1826, la ville de Nacogdoches, actuel comté de Nacogdoches, est créée au Mexique. Le 17 mars 1836, Nacogdoches devient un comté de la république du Texas. Le 29 décembre 1845, le comté de Nacogdoches devient un comté de l’État du Texas, nouvellement créé.
Le comté est baptisé en référence aux Amérindiens Nacogdoche (en), présents dans la région,.

## Comtés adjacents
|                   | Comté de Rusk        | Comté de Shelby        |
| Comté de Cherokee | comté de Nacogdoches |                        |
|                   | Comté d'Angelina     | Comté de San Augustine |

## Géographie - Climat

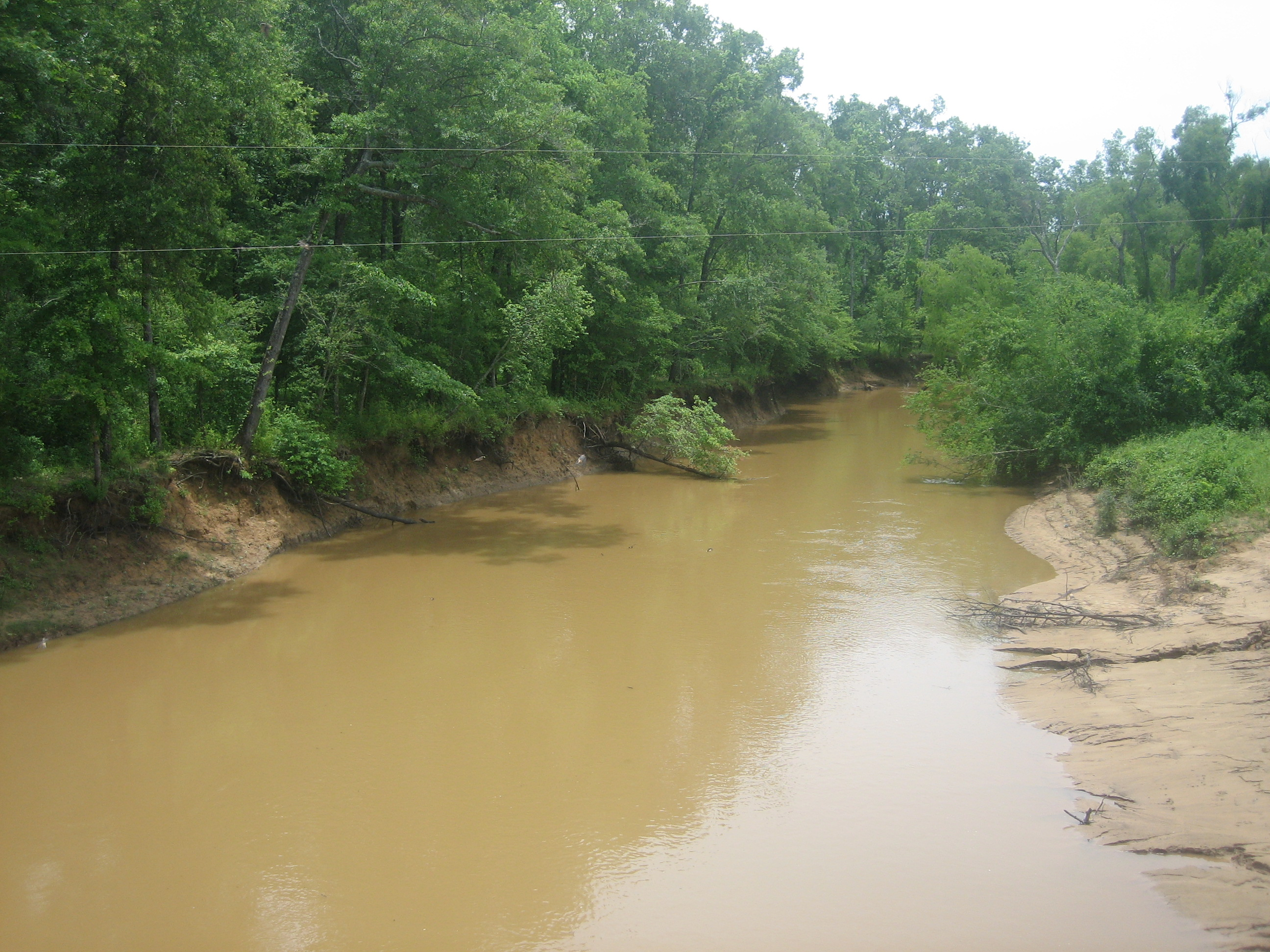
La rivière Angelina à l'ouest du comté.

Le comté de Nacogdoches est situé à l'est de la partie centrale du Texas, aux États-Unis,. Son altitude est comprise entre 46 m et 183 m.
Les terres sont drainées par la rivière Angelina (en), à l'ouest, et par le bayou Attoyac.
Il a une superficie totale de 2 640,8 km2, composée de 2 451,1 km2 de terres et de 89,7 km2 de zones aquatiques.
Les précipitations annuelles moyennes sont de 1 143 mm.

## Démographie

Pyramide des âges du comté de Nacogdoches (2000).

Lors du recensement de 2010, le comté comptait une population de 64 524 habitants. En 2017, la population est estimée à 63 580 habitants.